# Hisao Shirai
Hisao Shirai (白井 久男?, Shirai Hisao; prefettura di Saitama, 12 dicembre 1946 – 28 aprile 2019) è stato un animatore giapponese.

## Biografia
Originariamente un ingegnere di fotografia live-action, ha lavorato come assistente e ha iniziato a dedicarsi all'animazione negli anni settanta. Dopo aver lavorato presso la Asahi Film e la Fuji Cinema Film, dove suo cognato era coinvolto nella gestione, ha iniziato a girare seriamente l'animazione, fondando lo Studio Cosmos nel 1979. La sua capacità di catturare accuratamente l'atmosfera della produzione e integrare il video e lo sfondo è stata accolta positivamente dalla critica, mantenendo la stessa posizione di base nel processo di produzione digitale. Egli ha lavorato, fra le altre cose, per i franchise di Pokémon, Il mio vicino Totoro, Card Captor Sakura, Jin-Roh, Neon Genesis Evangelion e Ghost in the Shell. Nel 2015 ha ricevuto il 2015 Agency for Cultural Affairs Film Award. È morto per insufficienza cardiaca acuta il 28 aprile 2019, a 72 anni. La gestione dello Studio Cosmos, che rappresentava, è stata poi affidata a Yoshimi Shirai.